# 實驗室設備
實驗室設備是指在實驗室裡工作人士用的各種各樣的工具和設備。實驗室設備一般是用作進行實驗或作為測量，和收集資料。實驗室設備依實驗室的種類不同，而有不同的設備。

## 化學實驗室
這些工具包括常見的本生燈，顯微鏡，還有一些專業設備如分光光度計和熱量計等。除此之外还有试管，量筒，烧杯。

## 醫學實驗室
醫學實驗室中使用的工具

## 電子電路實驗室
- 電源供應器（直流、交流）
- 示波器
- 訊號產生器
- 數位電錶
- 面包板

## 材料實驗室
根據實驗的目的與被實驗的材料之特性，而有不同的設備：
1. 土木工程之材料實驗室[2]
2. 奈米材料實驗室[3]
3. 磁性材料實驗室[4]

## 外部連結
- 實驗室設備 （英文）